# Barentin
Barentin település Franciaországban, Seine-Maritime megyében. Lakosainak száma 12 227 fő (2022. január 1.). Barentin Bouville, Fresquiennes, Pavilly, Pissy-Pôville, Roumare, Saint-Pierre-de-Varengeville és Villers-Écalles községekkel határos.

## Népesség
A település népességének változása:
| Lakosok száma | 11 957 | 12 249 | 12 303 | 11 822 | 12 211 | 12 398 | 12 239 | 12 154 | 12 227 |
|               | 2013   | 2015   | 2016   | 2017   | 2018   | 2019   | 2020   | 2021   | 2022   |